# Dipterokarpväxter
Dipterokarpväxter (Dipterocarpaceae) är en familj av tvåhjärtbladiga växter som ingår i ordningen Malvales. Enligt Catalogue of Life omfattar familjen Dipterocarpaceae 539 arter. 

## Bildgalleri

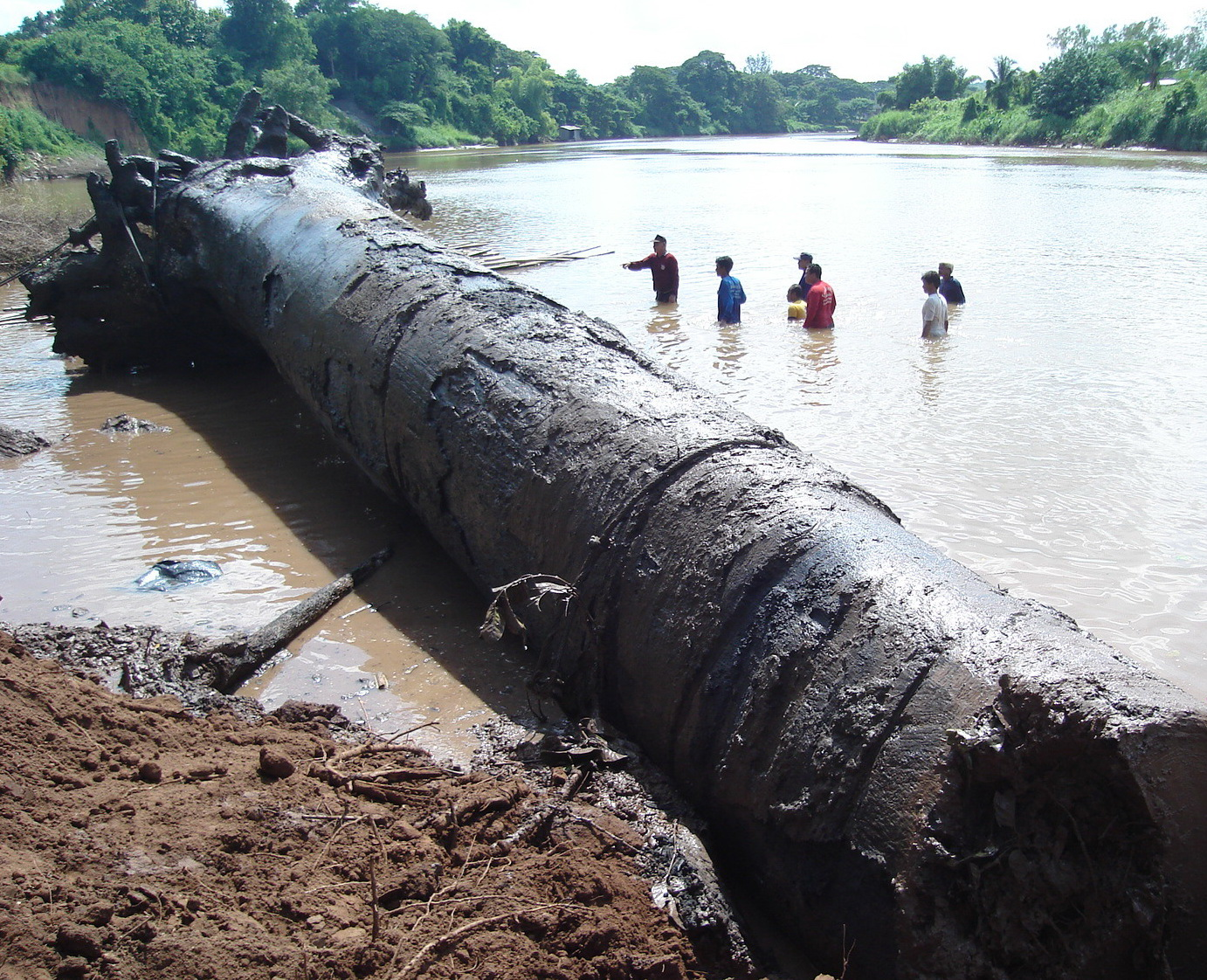
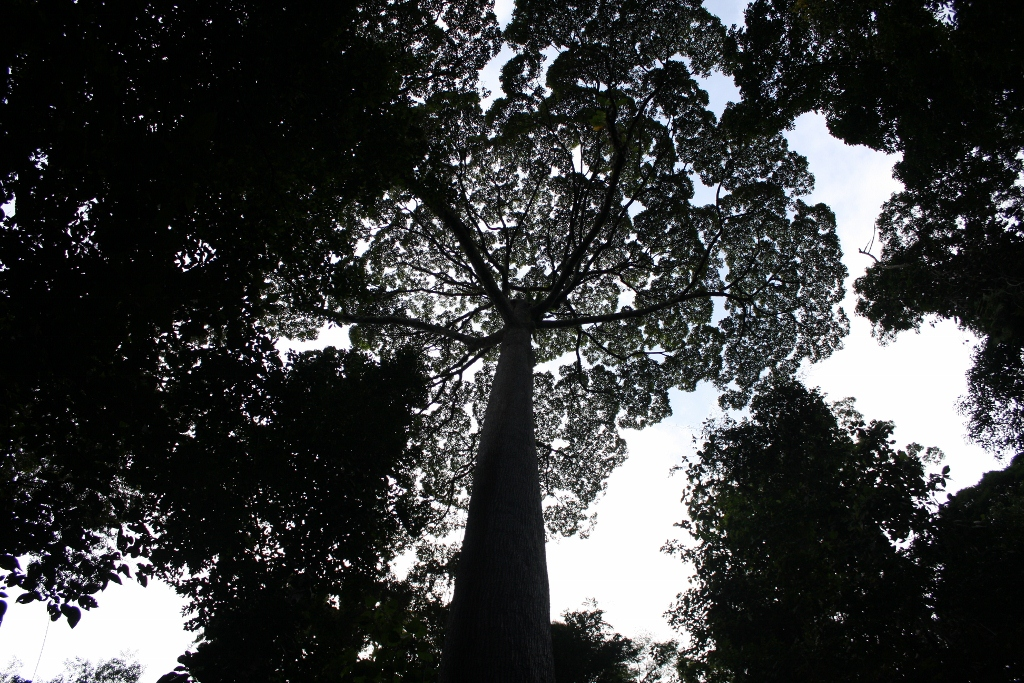
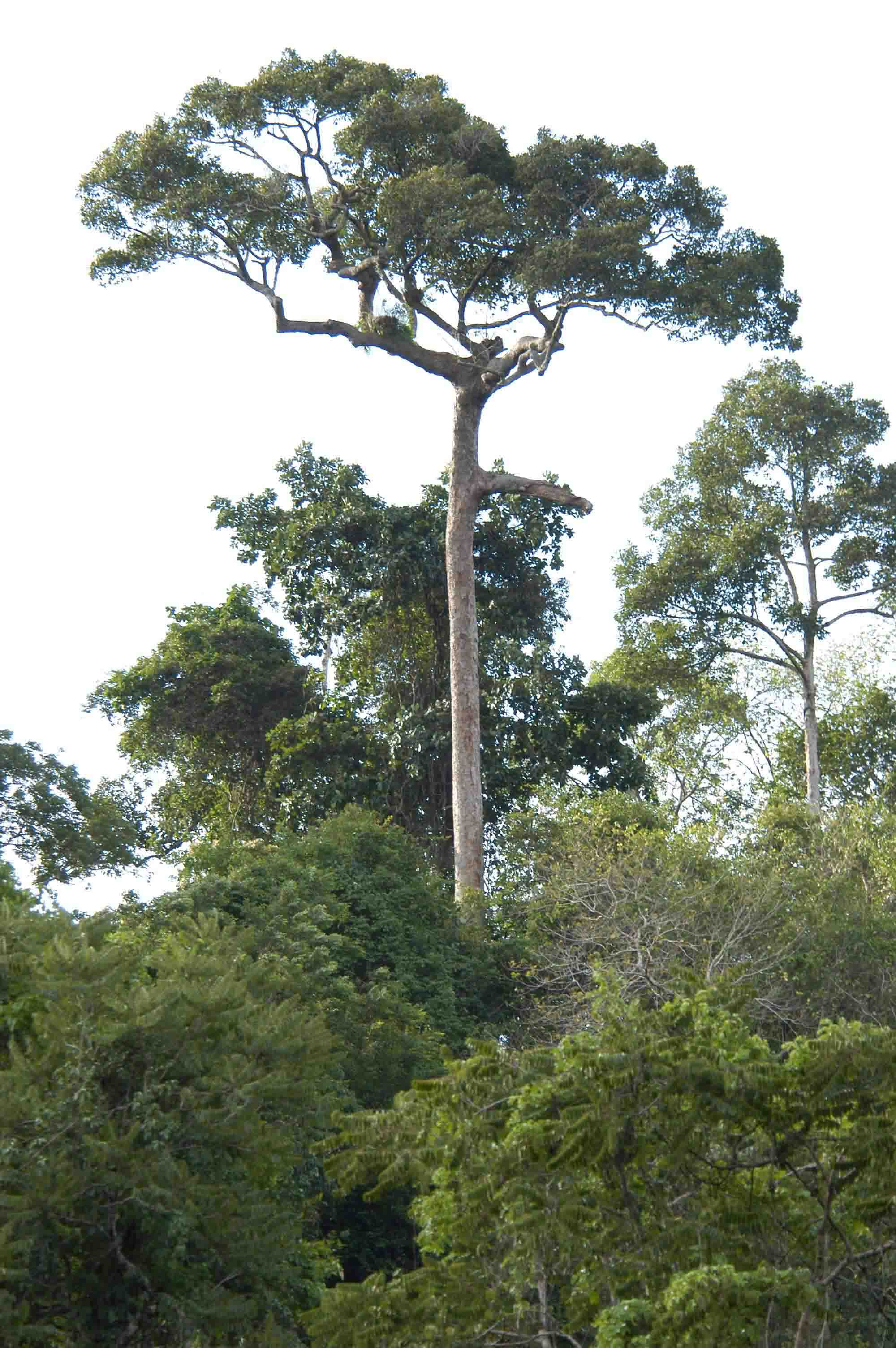
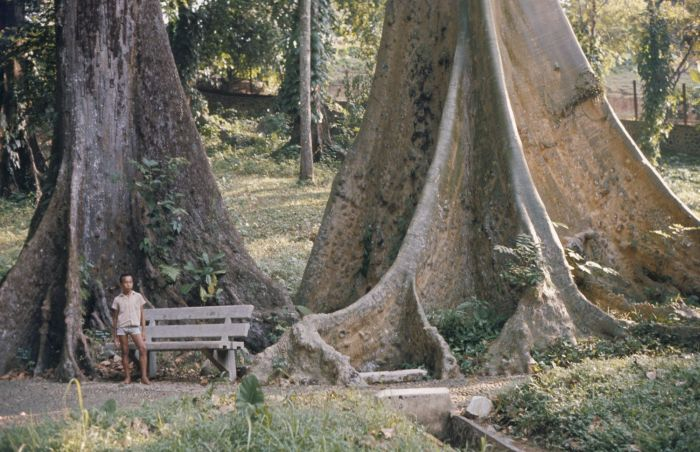
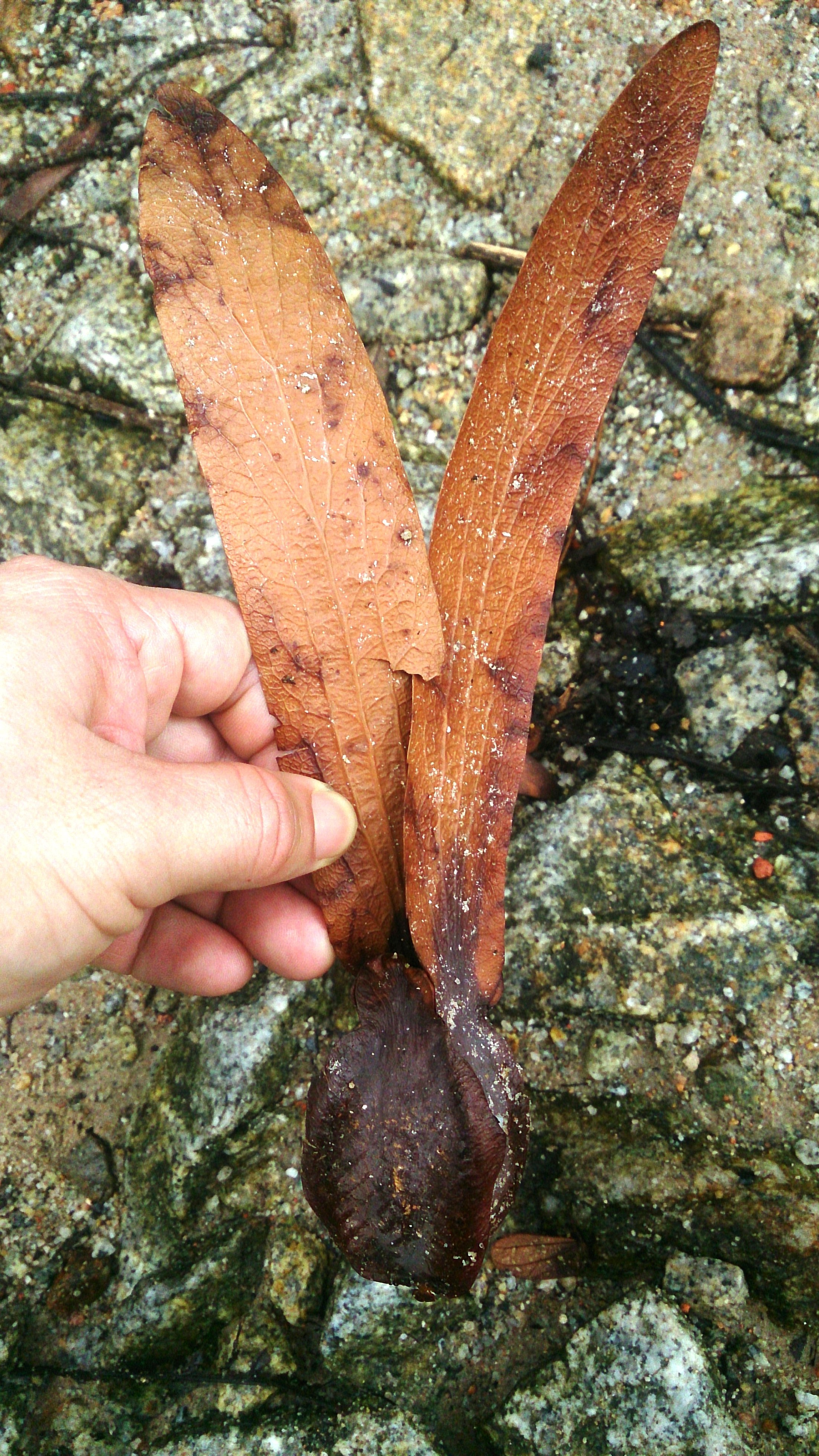
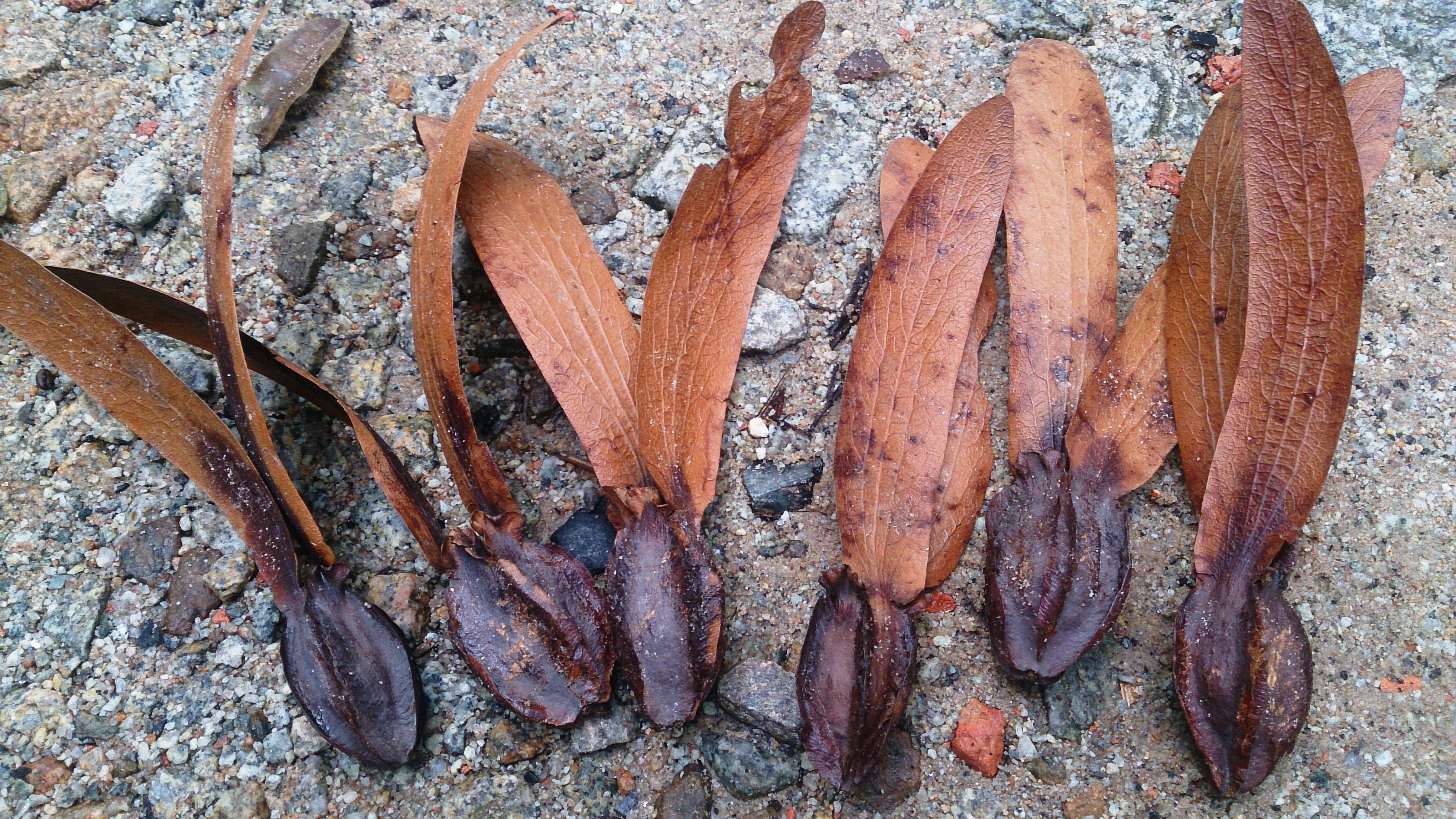

## Systematik
Släkten enligt Catalogue of Life:
- Anisoptera
- Cotylelobium
- Dipterocarpus
- Dryobalanops
- Hopea
- Marquesia
- Monotes
- Neobalanocarpus
- Pakaraimaea
- Parashorea
- Pseudomonotes
- Shorea
- Stemonoporus
- Upuna
- Vateria
- Vateriopsis
- Vatica